# Mimmi Lähteenoja
Mimmi Lähteenoja (27 de agosto de 1865 – 20 de octubre de 1937) fue una actriz finlandesa.

## Biografía

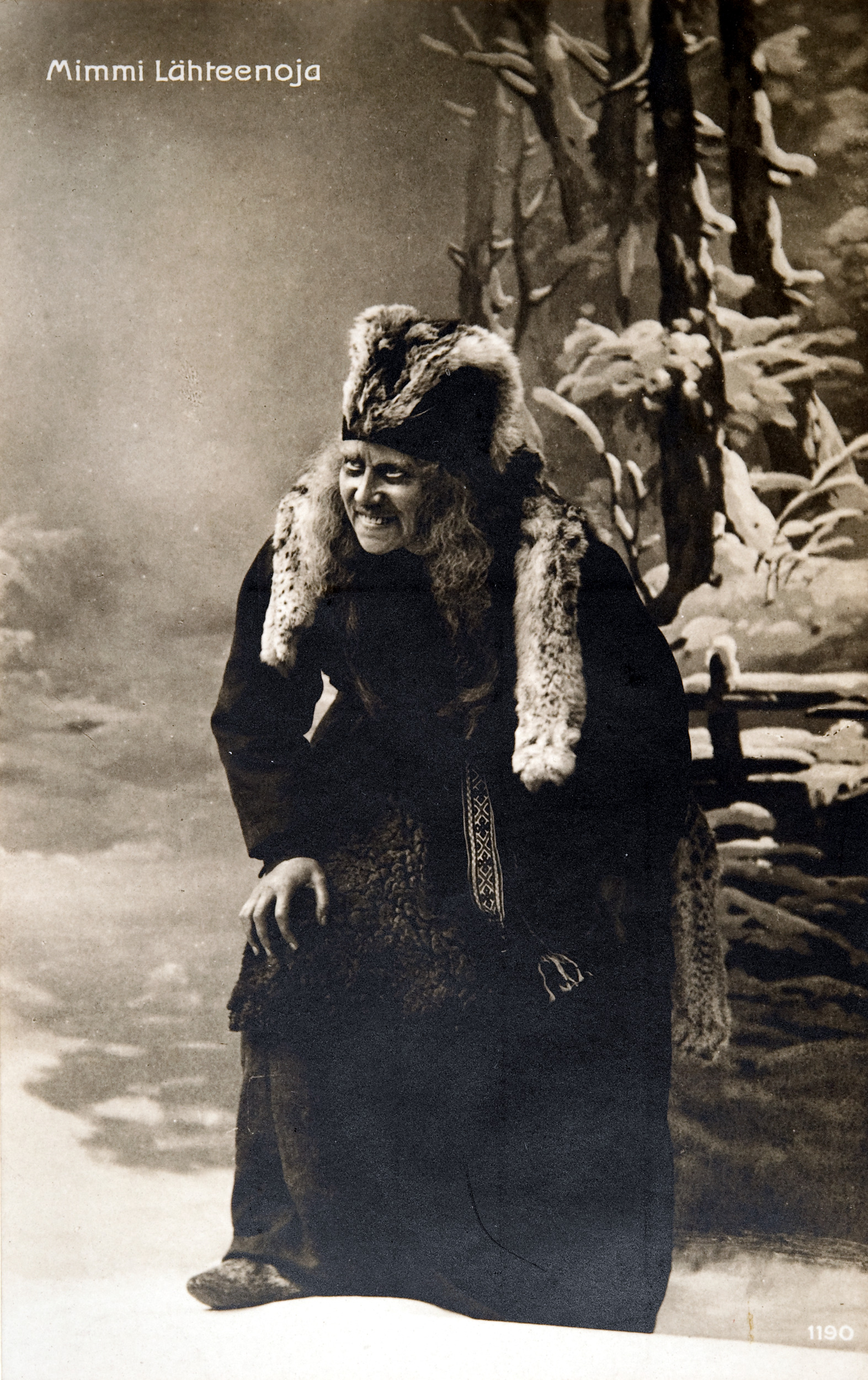
Mimmi Lähteenoja en Pohjolan emäntä en 1901

Su verdadero nombre era Maria Wilhelmiina Puls, y nació en Helsinki, Finlandia, siendo sus padres Isak Puls y Maria Elisabet Aro. Tras sus estudios primarios, aprendió artes teatrales como estudiante de Kaarola Avellan. Inició su carrera teatral actuando junto a August Aspegren. Ingresó en el Suomalaiseen Teatteriin (el posterior Teatro Nacional de Finlandia) en el año 1892, permaneciendo en dicha empresa hasta el final de su carrera en 1933. Entre las obras que representó figuran Siunauksen toivo, Oppineet naiset, Baldevinin häät (de Vilhelm Krag), Kunnian vuoksi (de Kaarlo Enqvist-Atra), Vanhassa kodissa y Miehen kylkiluu (ambas de Maria Jotuni), entre otras muchas. 
Lähteenoja actuó en varias películas mudas finlandesas, muchas de las cuales han desaparecido. Comenzó su trayectoria en el cine con Anna-Liisa (1911), película basada en una novela de Minna Canth. Su película más antigua conservada en la actualidad fue Ollin oppivuodet (1920). En 1922 repitió papel en una nueva versión de su primer film, también titulada Anna-Liisa. En Pohjalaisia (1925) encarnó a Kaisa, papel que ya había representado en el teatro. Hizo también algún papel sonoro, como el de Manta Mäkinen  en Olenko minä tullut haaremiin.
En la década de 1920 la actriz donó, junto al actor Aapo Pihlajamäki, un capital inicial destinado a proveer de un fondo de pensiones a los actores finlandeses.
Mimmi Lähteenoja falleció en Helsinki en el año 1937.

## Filmografía

### Cine mudo
- 1911 : Anna-Liisa
- 1919 : Venusta etsimässä eli erään nuoren miehen ihmeelliset seikkailut
- 1920 : Ollin oppivuodet
- 1922 : Anna-Liisa
- 1924 : Suursalon häät
- 1925 : Pohjalaisia
- 1926 : Murtovarkaus
- 1927 : Vaihdokas
- 1928 : Tukkijoella

### Cine sonoro
- 1932 : Olenko minä tullut haaremiin
- 1933 : Ne 45000